# ساندور شوارتز
ساندور شوارتز (انگلیسی: Sándor Schwartz; ۱۸ ژانویهٔ ۱۹۰۹ – ۱۹۹۴) بازیکن فوتبال اهل رومانی بود.
وی همچنین در تیم ملی فوتبال رومانی بازی کرده‌است.